# Нваму, Икечукву
Икечукву Нваму (англ. Ikechukwu Nwamu; род. 3 июня 1993, Лос-Анджелес, штат Калифорния, США) — нигерийский профессиональный баскетболист, играющий на позиции атакующего защитника.

## Карьера
На студенческом уровне Нваму провёл 1 сезон Кливленд Стэйт и 2 сезона в Мерсере. В последнем сезоне Икечукву выступал за УНЛВ и набирал 11,4 очка, 3,2 подбора и 1,7 передачи в среднем за игру.
Не став выбранным на драфте НБА 2016 года, Нваму был выбран клубом «Су-Фолс Скайфорс» в 1 раунде под 22 номером на драфте D-Лиги.
В апреле 2018 года Нваму перешёл в «Лаврио», подписав контракт до конца сезона 2017/2018.
В ноябре 2018 года Нваму стал игроком «Висконсин Херд». В 17 играх его статистика составила 5,3 очка, 1,8 подбора и 1,4 передачи.
В январе 2019 года перешёл в «Форт-Уэйн Мэд Энтс».
В марте 2021 года Нваму стал игроком «Самары». В составе команды Икечукву стал чемпионом Суперлиги-1 и получил награду «Самого зрелищного игрока» турнира. В 14 матчах Нваму в среднем набирал 19,6 очка, 2,9 подбора и 1,9 передачи.
В августе 2021 года Нваму продолжил карьеру в «Ирони» (Нес-Циона). В составе команды Икечукву принял участие в 2 матчах квалификации Кубка Европы ФИБА (13,5 очка, 1 подбор и 1 передача) и 3 матчах чемпионата Израиля (8,3 очка, 3 подбора и 1,7 передачи).
В декабре 2021 года Нваму вернулся в «Самару», но в марте 2022 года покинул команду в связи с ситуацией между Россией и Украиной и в соответствии с рекомендациями правительства Нигерии.
В январе 2023 года Нваму стал игроком «Нанси».

## Сборная Нигерии
В 2017 году, в составе сборной Нигерии, Нваму стал серебряным призёром чемпионата Африки.
В феврале 2021 года Нваму принял участие в матчах квалификации к чемпионату Африки-2021 и помог сборной Нигерии пробиться в основную часть турнира.
Летом 2021 года, в составе сборной Нигерии, Нваму принял участие в Олимпийских играх 2020.

## Достижения

### Клубные
- Чемпион Суперлиги-1 дивизион: 2020/2021

### Сборная Нигерии
- Серебряный призёр чемпионата Африки: 2017